# Trại hoa vàng
Trại hoa vàng là một truyện dài của nhà văn Nguyễn Nhật Ánh, được xuất bản năm 1994. Với chủ đề tình yêu tuổi ô mai, với giọng văn hóm hỉnh, hài hước, kể về những việc làm, lời nói ngây ngô của tuổi học trò nhưng cũng đầy ý nghĩa, nói lên thứ tình cảm trong sáng có thể khiến người ta thay đổi bản thân mình, đó là tình yêu.

## Nội dung
Câu chuyện xoay quanh Chuẩn - một cậu học sinh trong giai đoạn thanh thiếu niên và không thông minh lắm, thường bị gọi là "thằng đầu bò" nhưng lại có thú chơi hoa - cậu học tại trường cấp 2 nổi tiếng tại thị trấn với toàn học sinh dở. Nhưng thật bất ngờ, cậu thi đậu vào trường cấp 3 Trần Cao Vân chứa hầu hết là học sinh giỏi với sự ngạc nhiên, sửng sốt và vui mừng của gia đình. Chuẩn gặp được một nhóm "nữ quái" lớp 10A2 gồm: Liên móm, Thùy Dương và Cẩm Phô. Trong đó có Cẩm Phô là một cô gái hiền lành, dễ thương bảo vệ cậu khỏi những câu trêu chọc của Liên móm. Nhờ vào hai người bạn thân Phú ghẻ và Cường từ cấp 2, Chuẩn và Cẩm Phô trở thành một cặp. Dần dần, cậu cũng kết thân với Liên móm và Thùy Dương.
Chuẩn là một học sinh lớp 10, rất yêu thích hoa, sống trong một thị trấn yên bình tại miền Nam Việt Nam. Nhà cậu gồm có ba, mẹ và nhỏ em gái tên Châu. Ba cậu là người rất nghiêm khắc và dữ dằn, mỗi khi cậu bị điểm kém thì sẽ bị ông đá vào hạ bàn. Có vài lần Chuẩn ăn cắp tiền của mẹ để đi mua hoa về trồng, đến khi mọi chuyện bại lộ thì cậu bị ba đánh đòn một trận. Ba Chuẩn mua một chiếc xe đạp rất đẹp nhưng không cho cậu chạy, ông hứa sẽ giao nó cho cậu với điều kiện cậu phải thi đậu vào trường Trần Cao Vân. Nhà Chuẩn bên cạnh nhà của nhỏ Thảo, cô bé hàng xóm dễ thương có tình cảm với Chuẩn, thường qua nhà giúp Chuẩn tưới cây làm vườn. Chuẩn không ngờ có ngày cậu được điểm cao vào trường Trần Cao Vân, ba cậu lấy tiền tiết kiệm ra đãi tiệc bà con trong khu vực để mừng việc con trai ông thi đậu. Chiếc xe đạp thuộc về Chuẩn, bạn bè cậu gọi nó là chiếc "Huy chương vàng" và cho bạn bè mượn chạy khắp thị trấn. Chuẩn có hai người bạn thân là Phú ghẻ và Cường. Phú ghẻ cũng học bên trường Trần Cao Vân trong khi Cường học bên trường Huỳnh Thúc Kháng.
Vì nhà nghèo không có tiền mua quần áo mới nên mẹ Chuẩn phải chỉnh sửa lại quần cũ của bà cho cậu mặc đi học. Cái quần có miếng vá hình tam giác trên mông khiến Chuẩn xấu hổ, cậu không muốn ai thấy điểm nhạy cảm này. Trong lúc chào cờ, miếng vá trên quần Chuẩn bị mọi người nhìn thấy, họ gọi miếng vá đó là "tam giác Béc-mu-đa". Chuẩn thường bị chọc ghẹo bởi Liên móm, bạn thân của Cẩm Phô và Thùy Dương. Liên móm chọc ghẹo Chuẩn, thế nhưng một cô gái tên là Cẩm Phô đứng ra bênh vực cậu. Từ đó Chuẩn nhớ nhung và đem lòng yêu Cẩm Phô dù chưa thấy mặt cô. Cẩm Phô là con gái của hai vợ chồng chủ tiệm thuốc tây Hồng Phát, một trong ba nhà giàu nhất thị trấn, đặc biệt là nhà cô sát bên nhà Phú ghẻ. Chuẩn tình cờ gặp Cẩm Phô khi qua tìm Phú ghẻ, không may xe đạp của Cẩm Phô bị hỏng nặng sau cú tông của Chuẩn. Chuẩn càng vui mừng hơn khi biết Cẩm Phô cũng có tình cảm với mình. Ba mẹ của Cẩm Phô nghiêm khắc và dữ dằn hơn cả ba Chuẩn, không người bạn nào dám đến nhà Cẩm Phô. Một lần Chuẩn đánh liều đi thẳng vào tiệm thuốc để gặp Cẩm Phô, nhưng ba cô bất ngờ xuất hiện. May mắn là Cẩm Phô đã nhanh trí giả vờ là đang bán thuốc cho Chuẩn để cậu có thể rút lui.
Biết được chỉ có một mình Cường mới có thể đến nhà Cẩm Phô để gặp thằng Luyện - em trai cô, Chuẩn phải nhờ Cường gửi tín hiệu hẹn hò cho Cẩm Phô. Chuẩn và Cẩm Phô bắt đầu hẹn hò ở quán chè Bà Thường. Chuẩn mua một cây đàn guitar, nhờ Phú ghẻ tập cho cậu đàn để có thể hát cho Cẩm Phô nghe. Nhỏ Châu và nhỏ Thảo là hai khán giả nghe Chuẩn đàn "thử nghiệm", nhỏ Châu thấy buồn chán trong khi nhỏ Thảo cực kỳ thích, luôn luôn khen ngợi Chuẩn. Mãi mê tập đàn mà không quan tâm đến việc học ở trường, Chuẩn bị điểm kém khiến ba cậu nổi giận vô cùng. Ba cậu đã xé cuốn sách học đàn, đồng thời đập vỡ cây đàn của cậu. Một ngày nọ, Liên móm đem chuyện hẹn hò ở quán chè ra chọc ghẹo Chuẩn. Chuẩn nghi ngờ Phú ghẻ đã làm lộ chuyện hẹn hò của mình, nhưng thật ra thủ phạm chính là Cường. Cường giải thích rằng cậu kể chuyện hẹn hò của Chuẩn cho Thùy Dương nghe, rồi Thùy Dương kể lại với Liên móm. Liên móm liên tục chọc ghẹo Chuẩn khiến cậu buồn bã vô cùng. Chuẩn đem chuyện này tâm sự với Cẩm Phô và đòi chia tay, nhưng Cẩm Phô đề nghị cả hai đổi chỗ hẹn hò, từ quán chè chuyển qua nhà chị Cẩm Phiêu - chị gái của cô. Cả hai sẽ hẹn hò dưới vỏ bọc học chung để đảm bảo an toàn cho cuộc tình này. Phú ghẻ tiết lộ rằng Cẩm Phô học cực kỳ yếu và từng bị lưu ban, điều này càng khiến Chuẩn hoang mang hơn vì cậu và Cẩm Phô đều học yếu thì rất khó học chung. Nếu muốn học chung thì Chuẩn chỉ còn một lựa chọn duy nhất là phải giỏi hơn Cẩm Phô để có thể chỉ dạy cô. Từ đó Chuẩn cố gắng học chăm chỉ hơn, làm gia đình cậu bất ngờ, ba mẹ cậu vui lòng hơn. Chuẩn và Cẩm Phô bắt đầu gặp nhau tại nhà chị Cẩm Phiêu. Thời gian đầu dạy Cẩm Phô, Chuẩn thường la mắng lớn tiếng. Khi Chuẩn trở nên quá đáng, cô đã nổi giận nói câu "tam giác Béc-mu-đa", nhưng sau đó cô gửi thư xin lỗi Chuẩn. Cả hai tiếp tục học chung, lần này Chuẩn đã biết rút kinh nghiệm, giảng dạy bạn gái một cách nhẹ nhàng hơn.
Từ khi Chuẩn cho Liên móm mượn cuốn sách thì cô không còn chọc ghẹo cậu nữa, ngược lại còn đối xử rất tốt với cậu. Nhờ có Chuẩn dạy mà Cẩm Phô trở thành học sinh giỏi, còn bản thân Chuẩn trở thành học sinh xuất sắc. Ba Cẩm Phô đã biết chuyện cả hai học chung, ông rất hài lòng vì Chuẩn đã giúp con gái ông học hành tiến bộ hơn. Chuẩn ngày càng hạnh phúc bên Cẩm Phô, Cường và Thùy Dương đã thành một đôi, còn Phú ghẻ và Liên móm có thể cũng sắp yêu nhau. Gần đến Tết Nguyên Đán, Chuẩn đem hoa đi bán kiếm được kha khá tiền, dự định mua quần áo mới cho nhỏ Châu và nhỏ Thảo, điều này làm nhỏ Thảo vừa vui vừa ngượng. Một ngày kia, Chuẩn bất ngờ khi thấy bạn bè đến nhà mình, nhóm bạn đầy đủ gương mặt quen thuộc như Phú ghẻ, Cường, Cẩm Phô, Thùy Dương, Liên móm và Luyện. Nhóm bạn biết Chuẩn có vườn hoa rất đẹp nên muốn đến xem thử. Cả nhóm bạn đang vui vẻ trò chuyện thì ba Chuẩn đột ngột về nhà. Ba Chuẩn kêu cậu vào trong nhà, cứ tưởng ông sẽ cho cậu một trận đòn vì tội rước bạn vào nhà, ngờ đâu ông tặng cho cậu cây đàn guitar mới. Được bạn bè đề nghị, Chuẩn đàn cho họ nghe. Nhưng Chuẩn đàn quá dở nên sau đó Liên móm bắt Chuẩn phải tặng mỗi người một cành hoa để đền bù vì "tội" đã làm Cẩm Phô xấu hổ. Chuẩn tặng cho mỗi người một cành hoa, riêng Cẩm Phô được cậu tặng một bó hoa hồng tươi thắm. Khi đang tặng hoa cho Cẩm Phô, Chuẩn nhìn qua nhà nhỏ Thảo thì thấy nhỏ Thảo chạy vụt vào trong nhà.

## Nhân vật

### Nhân vật chính
- Chuẩn (nhân vật chính; bị Liên gọi là "Ông Béc-mu-đa" một thời gian)
- Phú (biệt danh Phú ghẻ)
- Cường
- Cẩm Phô
- Liên (biệt danh Liên móm)
- Thùy Dương

### Nhân vật phụ
- Châu: em gái Chuẩn
- Thảo: cô bé hàng xóm nhỏ hơn Chuẩn 2 tuổi
- Cẩm Phiêu: chị gái Cẩm Phô
- Luyện: em trai Cẩm Phô
- Ba và mẹ Chuẩn
- Ba và mẹ Cẩm Phô

Cùng một số nhân vật khác